# Wilhelm Jacob Jagwitz
Wilhelm Jacob Jagwitz (* 15. September 1752 in Breslau, Fürstentum Breslau; † 29. Mai 1826 in Warmbrunn, Landkreis Hirschberg, Provinz Schlesien) war ein preußischer Jurist.

## Leben

### Familie
Wilhelm Jacob Jagwitz war der Sohn des Mediziners Friedrich Jagwitz (1712–1785) und dessen Ehefrau Constantia Marie (geb. de Neufville) aus der Französischen Kolonie in Berlin. Sein Bruder war der Regierungsrat Friedrich Gottlieb Jagwitz (1750–1824).
Er heiratete 1790 Catharina Henriette († 1817), die älteste Tochter des Breslauer Kaufmanns Westenius; gemeinsam hatten sie eine Tochter und einen Sohn.

### Werdegang
Wilhelm Jacob Jagwitz besuchte das Joachimsthalsche Gymnasium in Berlin und anschließend das reformierte Gymnasium in Breslau.
Er immatrikulierte sich am 29. Mai 1775 an der Universität Frankfurt an der Oder zu einem Studium der Rechtswissenschaften.
1778 begann er als Auskultator im Justizdienst, bevor er Referendar bei der Oberamtsregierung in Breslau wurde.
Er bat am 10. März 1792 um die Zulassung zum Großen Examen und bestand dieses am 9. August 1792. Am 31. August 1792 erhielt er das Patent als Rat Erster Klasse in Breslau.
Bei der Breslauer Oberamtsregierung blieb er bis Ende 1806 und hatte hierbei die Nebenämter Konsistorial- und Pupillenrat, bevor er Oberlandesgerichtsrat in Breslau wurde.
1820 nahm er seinen Abschied, verließ im darauffolgenden Jahr Breslau und ließ sich in Warmbrunn nieder.

## Mitgliedschaften
Wilhelm Jacob Jagwitz trat 1779 der Freimaurerloge St. Johannis-Loge „Zur Glocke“ in Breslau bei, deren vorsitzender Meister er von 1790 bis 1791 war.